# Луисвилл (тауншип, округ Скотт, Миннесота)
Луисвилл (англ. Louisville) — тауншип в округе Скотт, Миннесота, США. На 2000 год его население составило 1359 человек.

## География
По данным Бюро переписи населения США площадь тауншипа составляет 37,7 км², из которых 36,0 км² занимает суша, а 1,7 км² — вода (4,54 %).

## Демография
По данным переписи населения 2000 года здесь находились 1359 человек, 410 домохозяйств и 359 семей. Плотность населения — 37,8 чел./км². На территории тауншипа расположено 417 построек со средней плотностью 11,6 построек на один квадратный километр. Расовый состав населения: 86,68 % белых, 0,74 % афроамериканцев, 0,29 % коренных американцев, 1,10 % азиатов, 10,74 % — других рас США и 0,44 % приходится на две или более других рас. Испанцы или латиноамериканцы любой расы составляли 12,80 % от популяции тауншипа.
Из 410 домохозяйств в 47,6 % воспитывались дети до 18 лет, в 78,0 % проживали супружеские пары, в 4,9 % проживали незамужние женщины и в 12,4 % домохозяйств проживали несемейные люди. 7,8 % домохозяйств состояли из одного человека, при том 1,0 % из — одиноких пожилых людей старше 65 лет. Средний размер домохозяйства — 3,31, а семьи — 3,44 человека.
32,7 % населения — младше 18 лет, 7,1 % — в возрасте от 18 до 24 лет, 34,2 % — от 25 до 44, 21,7 % — от 45 до 64, и 4,2 % — старше 65 лет. Средний возраст — 34 года. На каждые 100 женщин приходилось 107,8 мужчин. На каждые 100 женщин старше 18 приходилось 110,6 мужчин.
Средний годовой доход домохозяйства составлял 79 242 доллара, а средний годовой доход семьи — 82 911 долларов. Средний доход мужчин — 54 583 доллара, в то время как у женщин — 40 000. Доход на душу населения составил 27 069 долларов. За чертой бедности находились 2,6 % семей и 4,3 % всего населения тауншипа, из которых 5,3 % младше 18 и 9,8 % старше 65 лет.